# 横川紀夫
横川 紀夫（よこかわ のりお、1940年3月21日 - ）は日本の実業家。
すかいらーく創業者の一人であり、現在はヴィア・ホールディングスで代表権の無い会長職を経て代表取締役社長を務めている。

## 略歴
1940年（昭和15年）3月21日、横川家の四男として長野県諏訪市に生まれる。1958年（昭和33年）3月に長野県諏訪清陵高等学校を卒業し、1962年（昭和37年）に兄弟と共に設立した、ことぶき食品有限会社の取締役になる。
1974年（昭和49年）11月にすかいらーく常務取締役に就任、その後、すかいらーく代表取締役副社長、代表取締役会長、最高顧問を歴任。
2002年（平成14年）6月、あかつきビーピー（現・ヴィア・ホールディングス）取締役会長に就任、一時はヴィアホールディングス代表取締役会長を務めていた。また、同年に伊藤忠商事がアメリカのディーン＆デルーカと契約して設立したディーン＆デルーカジャパンの社長にも就任。2017年現在は代表権のない会長職に退いている。2019年ヴィア・ホールディングス代表取締役社長。